# 51P/Harrington
La comète Harrington, officiellement 51P/Harrington, est une comète périodique du système solaire, découverte le 14 août 1953 par Robert G. Harrington à l'observatoire du Mont Palomar en Californie.